# Telegram (canção)
"Telegram" foi a canção que representou a Alemanha no Festival Eurovisão da Canção 1977. Foi interpretado em inglês pela banda Silver Convention (foi a primeira vez que a Alemanha enviou uma canção cantado naquele idioma desde 1956) . A canção tinha letra de Michael Kunze, música de Sylvester Levay e foi orquestrada por Ronnie Hazlehurst.
A canção alemã foi a sexta a ser cantada na noite, a seguir à cantora norueguesa Anita Skorgan com Casanova e antes da canção luxemburguesa Frère Jacques interpretada por Anne Marie Besse.  Não beneficiou com a interpretação em inglês, recebeu 55 pontos e apenas alcançou um oitavo lugar (entre 18 países participantes).
A canção é inspirada no movimento disco que na época imperava, com o grupo cantando sobre a necessidade de enviar um telegrama ao seu amado para tê-lo de volta. Uma cuidadosa coreografia ajudou a interligação entre a canção,  a mulher e o seu amado. Cada uma das membro da banda ligava-se umas às outras agarrando-se pelos ombro e e pelas ancas, com a conexão "volta para trás".